# AnnaSophia Robb
AnnaSophia Robb (Denver, Colorado, 8 de desembre de 1993) és una actriu estatunidenca de cinema i televisió.

## Biografia
Va néixer a Denver, Colorado, l'única filla de Janet, dissenyadora d'interiors, i David Robb, arquitecte. Va rebre el seu nom en honor de la seva besàvia materna, Anna Sophie, i a la seva àvia paterna, Anna Marie. És d'ascendència anglesa, escocesa, danesa, sueca i irlandesa.
Va competir en dansa i gimnàstica durant quatre anys i mig, però ho va deixar per a centrar-se en l'actuació. El 2009, l'Arapahoe Herald va informar que estava assistint a l'Arapahoe High School a Centennial, Colorado. És cristiana.
Al maig del 2012, va anunciar que va ser admesa a la Universitat Stanford, però va ajornar el seu ingrés degut a compromisos de filmació.

## Carrera
Després d'aparèixer en un anunci de McDonald's, va fer el seu debut com a actriu el 2004; va tenir un petit paper a l'episodi "Number One Fan" de la sèrie de televisió Drake & Josh. El seu primer paper important va ser com a Samantha a l'especial de televisió Samantha: An American Girl Holiday. Fins i tot va tenyir el cabell de color marró fosc per aquest paper.
Les seves dues aparicions a la pantalla gran el 2005 van ser dues adaptacions de llibres populars per a nens. Va interpretar a Opal a Because of Winn-Dixie i a la competitiva i grollera Violet Beauregarde en el remake de Charlie i la fàbrica de xocolata de Tim Burton. Aquest últim va ser un èxit en tot el món, i va ajudar a incrementar la seva popularitat entre el públic preadolescent.
El 2005, va ser la cara de Trad Clothing, ajudant a dissenyar i mostrar una línia de moda per a les nenes. El 2006 va tenir un paper de convidada a la sèrie de dibuixos animats Danny Phantom i va posar la veu de Danielle "Dani" Fenton.
Va interpretar a Leslie Burke a Bridge to Terabithia, que es va estrenar als cinemes dels Estats Units el 16 de febrer del 2007. Va grabar una cançó per a la banda sonora titulada Keep Your Mind Wide Open, i el video que l'acompanya es va projectar a Disney Channel. Aquesta cançó va aparèixer a la Billboard Hot 100 en el número 90 la primera setmana de març, el que li va proporcionar el seu primer single en aquesta llista. Va aparèixer a The Reaping, Jumper, Have Dreams, Will Travel i Spy School. Tot i les crítiques negatives de la pel·lícula en general, la seva actuació a Sleepwalking va obtenir gran elogis.
El 2008 va posar la veu de Maria Magdalena a The Word of Promise: Next Generation – New Testament: Dramatized Audio Bible. Va protagonitzar juntament amb Dwayne Johnson Race to Witch Mountain, estrenada el març del 2009. El 2010 va participar en The Space Between amb l'actriu Melissa Leo. Va protagonitzar Soul Surfer com a Bethany Hamilton, una jove estatunidenca que va continuar fent surf després de perdre un braç en l'atac d'un tauró.
El febrer del 2012, es va anunciar que havia obtingut, juntament amb Aimee Teegarden, un paper a Life at These Speeds. Aquest mateix mes també va anunciar que li havien donat el paper de Carrie Bradshaw a la precuela de Sex and the City de The CW, The Carrie Diaries.

## Filmografia
| Any  | Títol                                      | Personatge                  | Notes                                         |
| ---- | ------------------------------------------ | --------------------------- | --------------------------------------------- |
| 2005 | El meu millor amic (Because of Winn-Dixie) | India "Opal" Buloni         |                                               |
| 2005 | Charlie i la fàbrica de xocolata           | Violet Beauregarde          |                                               |
| 2007 | Bridge to Terabithia                       | Leslie Burke                | Basada en un llibre infantil i en un fet real |
| 2007 | The Reaping                                | Loren McConnell             |                                               |
| 2007 | Have Dreams, Will Travel                   | Cassie "Cass" Kennington    |                                               |
| 2008 | Jumper                                     | Joven Millie Harris         |                                               |
| 2008 | Sleepwalking                               | Tara Reedy                  |                                               |
| 2009 | Race to Witch Mountain                     | Sara                        |                                               |
| 2010 | The Space Between                          | Samantha "Sam" Jean McClain |                                               |
| 2011 | Soul Surfer                                | Bethany Hamilton            | Basada en un fet real                         |
| 2013 | The Way, Way Back                          | Susanna Thompson            |                                               |
| 2013 | Khumba                                     | Tombi                       | Veu                                           |
| 2014 | Funny of Die's Little Mermaid              | Ariel                       | Curtmetratge                                  |
| 2016 | Jack of the Red Hearts                     | Jack                        | Junt amb Famke Janssen                        |
| 2017 | The Crash                                  | Creason Clifton             |                                               |
| 2017 | Freak Show                                 | Blah Blah Blah              |                                               |
| 2018 | Down a Dark Hill                           | Katherine "Kit" Gordy       |                                               |

| Any       | Títol                              | Personatge                     | Notes                        |
| --------- | ---------------------------------- | ------------------------------ | ---------------------------- |
| 2004      | Drake & Josh                       | Liza                           | Episodi: "Number One Fan"    |
| 2004      | Samantha: An American Girl Holiday | Samantha Parkington            | Pel·lícula per a televisió   |
| 2006      | Danny Phantom                      | Danielle (Dani), Phantom (veu) | Episodi: "Kindred Spirits"   |
| 2008      | Spy School                         | Jackie Hoffman                 | Pel·lícula per a televisió   |
| 2013–2014 | The Carrie Diaries                 | Carrie Bradshaw                | Paper principal              |
| 2014      | Robot Chicken                      | Yasmin / Cleo                  | Episodi: "Catdog on a Stick" |
| 2016-2017 | Mercy Street                       | Alice Green                    |                              |

## Premis i nominacions
El 30 de març del 2008, va guanyar el primer premi de la seva carrera quan va rebre el Premi a Millor Actriu Jove Protagonista als Premis Young Artist pel seu paper a Bridge To Terabithia. La pel·lícula va guanyar un premi a Repartiment Jove. El 24 d'abril del 2009, va rebre el Horizon Award al 14è Palm Beach International Film Festival. Va ser guardonada amb el Rising Star Award al Denver Film Festival el 12 de novembre de 2009.
| Any  | Treball nominació                  | Premi | Resultat   |
| ---- | ---------------------------------- | --- | ---------- |
| 2005 | Samantha: An American Girl Holiday | Young Artist Award a la Millor Actuació en una Pel·lícula per a Televisió, Minisèrie o Especial - Actriu Jove Protagonista | Nominada   |
| 2006 | Because of Winn-Dixie              | Young Artist Award a la Millor Actuació en un Llargmetratge (Comèdia o Drama) - Actriu Jove Protagonista                   | Nominada   |
| 2008 | Bridge to Terabithia               | Young Artist Award a la Millor Actuació en un Llargmetratge - Actriu Jove Protagonista                                     | Guanyadora |
| 2008 | Bridge to Terabithia               | Young Artist Award a la Millor Actuació en un Llargmetratge - Repartiment Jove                                             | Guanyadora |
| 2008 | Bridge to Terabithia               | Critics' Choice Award a la Millor Actriu Jove                                                                              | Nominada   |
| 2008 | Bridge to Terabithia               | Online Film & Television Association a la Millor Actuació Juvenil                                                          | Nominada   |
| 2009 | Race to Witch Mountain             | Premi de los Chicos Eligen una Película a la Mejor Actriz Infantil                                                         | Guanyadora |
| 2009 | Race to Witch Mountain             | Festival Internacional de Cinema de Palm Beach                                                                             | Guanyadora |
| 2009 | Denver Film Festival               | Premi a l'Estrella Emergent                                                                                                | Guanyadora |
| 2011 | Soul Surfer                        | Premi de la Joventut Roquera a la Actriu Roquera - Pel·lícula                                                              | Guanyadora |
| 2011 | Soul Surfer                        | Teen Choice Award a la Actriu Escollida en una Pel·lícula Dramática                                                        | Nominada   |
| 2011 | Soul Surfer                        | MovieGuide Awards - Premi Grace a l'Actuació més Inspiradora en una Pel·lícula                                             | Nominada   |
| 2013 | The Carrie Diaries                 | Teen Choice Awards a l'Estrella Revelació                                                                                  | Nominada   |
| 2013 | The Carrie Diaries                 | Young Hollywood Awards - Superestrella femenina del demà                                                                   | Guanyadora |

## Historial a les llistes de música (senzills)
| 2007 | «Keep Your Mind Wide Open» | Music from and Inspired by Bridge to Terabithia | 90 |